# Bolo Pascià
Bolo Pascià, pseudonimo di Paul-Marie Bolo (Marsiglia, 24 settembre 1867 – Vincennes, 17 aprile 1918), è stato un nobile, imprenditore, faccendiere ed agente segreto francese.
Già comproprietario del quotidiano Le Journal, venne fucilato nell'aprile 1918 al poligono di Vincennes, dopo essere stato condannato dal Tribunale di Parigi per spionaggio in favore della Germania.

## Biografia

### Le origini
Paul-Marie Bolo nacque da Claude-Philibert-Albert Bolo, figlio di un notaio originario del dipartimento delle Bocche del Rodano, e da Marguerite Colas. Dopo avere abbandonato gli studi, poco più che ventenne lavorò prima come coiffeur, poi come odontoiatra insieme ad un socio, tal Joseph Boulan, ma dopo tre mesi il Tribunale di commercio di Marsiglia ordinò lo scioglimento della loro società.
In seguito si buttò nel business dei cereali insieme ad un nuovo socio, il pittore Panon, suo amico d'infanzia, ma, a causa degli scarsi guadagni, insieme decisero, poco dopo, di comune accordo, di passare al commercio di aragoste, dopo avere tentato anche la strada del commercio di generi coloniali. Fallita però anche quest’ultima impresa, tentarono la strada della ristorazione, senza tuttavia ottenere risultati soddisfacenti.
Fu così che Bolo, dopo avere mandato quasi in rovina l'amico pittore, convincendolo a pagare alcuni suoi debiti, decise di fuggire all'estero, prima a Barcellona e poi a Valencia, insieme a Mathilde Panon, ossia la moglie del suo ormai ex socio. Trovatisi a corto di denaro, i primi tempi i due amanti furono costretti a vivere addirittura in una soffitta, e Paul-Marie fu costretto persino a lavorare come cameriere presso un café locale.
Successivamente, però, utilizzando il nome di Paul Berner, riuscì ad aprire una taverna, La Valencia del Cid, e a darla in gestione alla compagna. La mantennero fino a quando Mathilde decise di dare in pegno alcuni gioielli, al fine di racimolare il denaro necessario per trasferirsi, insieme al compagno, a Parigi. Misteriosamente, però, una volta arrivati nella capitale francese iniziarono a sfoggiare un lusso del tutto inaspettato.

### Il trasferimento in Argentina
Si disse che tale lusso era dovuto al fatto che Bolo era riuscito a farsi consegnare una somma da investire, ammontante a un migliaio di franchi, dalla sua governante, Madame Miége. Ma si disse anche che era stato per non essere stato in grado di farla fruttare che, tra il 1892 e il 1893, insieme ad altri, aveva deciso di fuggire nuovamente, per andare a cercare fortuna in Argentina, dopo però essere stato ripetutamente tartassato da colei che reclamava i propri soldi.
Abbandonò Mathilde, che tornò dal marito pittore, e, dopo avere conosciuto, in una città del sud della Francia, la sua futura moglie, la cantante Henriette Soumaille, presentandosi a lei come Monsieur Bolo de Grangeneuve, si trasferì con lei a Buenos Aires. In realtà vi si trasferirono per la carriera canora di Henriette. La donna, all'arrivo nella capitale, trovò un ingaggio al Casinò della stessa. Dopo ogni serata, però, era Bolo ad incassare i guadagni della compagna, loro unica fonte di sostentamento.

#### Il primo matrimonio
Il 14 aprile 1894 Bolo la sposò in uno dei Municipi di Buenos Aires e firmò il contratto di matrimonio col nome Bolo de Grangeneuve. A un certo punto, però, iniziò a manifestare un carattere violento, che iniziò a provocargli dei guai, fino a farlo finire in prigione. Quando però la moglie trovò i soldi per pagare la cauzione, lui tornò di nascosto in Francia, lasciandola sola in Argentina. Non contento, al ritorno si recò ad Albi, dove viveva la famiglia di Henriette, la truffò e scomparve di nuovo.

### Il ritorno in Francia

#### Il secondo matrimonio
Nel 1902 iniziò a lavorare come rappresentante della Binet, famosa casa produttrice di champagne, e di una azienda di distillati di Ornans, la Cusenier,. Nel novembre 1904 avvenne l'incontro con la cantante Marcelle Gay, meglio conosciuta come la donna che il 15 maggio 1905, poco dopo la morte del proprio marito, divenne la sua seconda moglie. Il vero nome della Gay era Pauline Moiriat, ed era stata sposata con un negoziante di vini di nome Fernand Muller, morto il 13 aprile 1904. 
Dopo la morte di Muller, la Moiriat aveva ottenuto una eredità milionaria, comprese due abitazioni di lusso, una, chiamata Villa Velleda, ubicata a Biarritz, e l'altra, ubicata a Parigi, al 17 di Rue de Phalsbourg. Fu in quest'ultima che la donna andò a vivere con il nuovo marito, allora ancora bigamo, per effetto del matrimonio, mai annullato, con la Soumaille. Bolo ottenne anche una procura per disporre delle ricchezze della moglie.

### L'incontro con 'Abbās Hilmī II
Dopo essere entrato definitivamente nell'industria del vino, grazie alla cantina di successo posseduta dalla moglie a Bordeaux, Bolo creò la Confédération générale agricole pour la défense des produits purs, la quale nel 1907 si associò con la Fédération des Syndicats Viticoles. A quel tempo Bolo era già in ottimi rapporti sia con il presidente del Tribunale di prima istanza del Dipartimento della Senna, Ferdinand Monier, sia con il Ministro francese dell'Agricoltura, Joseph Ruau.
Era già quindi molto ben introdotto negli ambienti del potere quando, il 5 luglio 1914, a Parigi, attraverso Marie Lafargue, una cantante lirica francese che si esibiva regolarmente anche a Il Cairo, e Yussef Saddik, ciambellano nonché eminenza grigia dell'allora ancora chedivè d'Egitto 'Abbās Hilmī II, riuscì ad incontrare e conoscere quest'ultimo e a farsi nominare nientemeno che suo agente finanziario e suo rappresentante unico in Europa. 
Inoltre, dopo avere conosciuto Bolo, il chedivè si innamorò perdutamente di una canzonettista da lui presentatagli, tale Andrée Luzanges. E, forse, fu anche sulla scia di tale suo improvviso innamoramento se 'Abbās Hilmī II, forse in segno di gratitudine verso il faccendiere marsigliese, il 25 luglio 1914 decise di incaricarlo di condurre il negoziato per il rinnovo della concessione del Canale di Suez e, verso la fine di agosto dello stesso anno, volle nominarlo Pascià.
Unitamente a tutto ciò, 'Abbās Hilmī II gli concesse anche l’amministrazione di tutti i suoi beni, stimati in 100 milioni di franchi.

#### I rapporti con Emil Jellinek
Prima dell'incontro con il chedivè, il faccendiere era entrato in contatto anche con un personaggio altrettanto importante, Emil Jellinek. Importante perché nel 1908 era stato nominato Console onorario dell'Impero austro-ungarico presso il Principato di Monaco, ma anche perché aveva contribuito alla creazione del marchio automobilistico Mercedes e, soprattutto, perché era considerato una sorta di caporete dello spionaggio austro-tedesco nel sud della Francia.
E, in quanto caporete, secondo alcuni potrebbe essere stato anche attraverso lui, e non solo grazie ad 'Abbās Hilmī II, che, prima dell’inizio della guerra tra Francia e Germania, il faccendiere marsigliese riuscì ad entrare in contatto e a collaborare fattivamente con tale spionaggio. 

#### La tragedia di Giulio della Chiesa
Una presenza, quella di Jellinek nella vita di Bolo, che contribuì sicuramente, sia a facilitare la sua ascesa al potere all’interno della corte del chedivè, sia a fare in modo che i suoi rapporti con la Chiesa cattolica (nati e sviluppatisi di certo anche grazie al fratello sacerdote cattolico Henry Bolo) rimanessero intatti, anche quando, a causa della rottura delle relazioni diplomatiche tra la Santa Sede e la Francia, quest’ultima non ebbe più alcun rappresentante ufficiale presso la Sede (al contrario dell'Impero Austro-ungarico, presente allora con Johann von Schönburg-Hartenstein).
Infatti, sul finire del 1914, con l'aiuto finanziario della Germania, alleata dell'Austria-Ungheria e desiderosa, pertanto, di mettere a frutto il neutralismo della Santa Sede, Bolo tentò, insieme al deputato Filippo Cavallini, di dare vita ad una banca cattolica con un capitale di ben 100 milioni, e lo fece però riuscendo a coinvolgere anche uno dei fratelli dell’allora neoeletto Papa Benedetto XV, ossia il marchese Giulio della Chiesa, in quanto figura sicuramente fondamentale, soprattutto in quel momento, per il mantenimento dei rapporti con il Vaticano. 
Nello stesso momento, però, lo spionaggio tedesco incaricò il faccendiere di acquistare anche i quotidiani italiani Il Secolo e La Stampa, e i francesi Le Figaro, Le Rappel e Le Journal. Allora Bolo tentò, inoltre, di finanziare, pur senza successo, un quotidiano romano, la cui fondazione venne rinviata, per motivi politici, fino al dicembre 1917, ovvero fino a quando il suo proprietario, Filippo Naldi, giornalista in ottimi rapporti anche con il fratello del marchese Giulio sin dai tempi in cui questi, non ancora Pontefice, reggeva l'arcidiocesi di Bologna, riuscì finalmente a farlo nascere con il nome Il Tempo.
Ai primi di dicembre del 1914, Bolo invitò Giulio della Chiesa a trascorrere qualche giorno nella sua villa di Biarritz, forse per delineare meglio il progetto della banca cattolica alla cui guida desiderava mettere proprio l'invitato. Il marchese veniva da Roma, dove, forse, aveva incontrato anche il fratello Pontefice, il quale lo aveva messo in guardia dei rischi che avrebbe potuto correre qualora, nell'imminente viaggio all'estero, avesse utilizzato la loro parentela per trattare affari personali.
In pratica, tentò di fargli capire che il viaggio a Biarritz presentava evidenti rischi. Esso, infatti, si trasformò ben presto in un'autentica trappola per lui: mentre si trovava all'ospedale di Bayonne, insieme a Bolo e Pauline, a fare visita ai feriti di guerra francesi, venne immortalato insieme a loro, provocando di conseguenza il risentimento dei tedeschi, i quali, in tale missione, avevano intravisto una predilezione del fratello del Pontefice per i feriti francesi.
La tragedia si completò quando Bolo e Della Chiesa giunsero a Madrid per concludere accordi per la nascita della banca cattolica, ma non ottennero nulla, neanche dagli alti prelati di cui Benedetto XV aveva fatto menzione al fratello affinché vi si rivolgesse al suo arrivo in Spagna. Beffardamente, poi, il quotidiano cattolico L'Osservatore Romano pubblicò poco dopo un articolo attraverso cui la Santa Sede prendeva nettamente le distanze dall'operazione compiuta da Bolo.
Ciò determinò, da una parte, il crollo dell'intero progetto bancario del marsigliese e di Cavallini, ma, dall'altra, cosa ancor più grave, provocò il crollo delle aspettative del fratello del Pontefice, il quale, forse anche a causa ciò, cadde in una crisi profonda, che nel giro di pochi mesi (aprile 1915, all'età di soli 58 anni) lo condusse alla morte. Scomparsa, questa, in cui il faccendiere ebbe quindi una responsabilità sicuramente non trascurabile.

### L'inizio dei guai giudiziari
Nonostante la scomparsa di Della Chiesa, Bolo Pascià, ignaro forse che essa avrebbe provocato l'annientamento di ogni suo progetto, continuò imperterrito a proporre nuovi affari in giro per l'Europa, anche in Italia. Nel febbraio 1915 arrivò a Roma offrendo tonnellate di carbone per le ferrovie e, nel luglio dello stesso anno, centinaia di migliaia di buoi americani per il Regio Esercito. In quest'ultimo affare egli tentò di coinvolgere, senza tuttavia riuscirvi, anche il giornalista Filippo Naldi.

#### Il ruolo di Filippo Naldi
Il nome di Naldi venne accostato a quello di Bolo Pascià per la prima volta nell'estate 1915, quando il marsigliese venne a Roma per proporre al ministero della Guerra un affare dal valore milionario per l'acquisto di carni argentine surgelate per il Regio Esercito. Tale affare saltò poco dopo per volontà del Presidente del Consiglio Salandra, quando si sparse la voce che l'affare sarebbe potuto andare a finanziare la nascita di un nuovo quotidiano romano di Naldi.
L'allora condirettore de Il Resto del Carlino smentì, però, sempre qualsiasi voce che riguardasse il coinvolgimento del faccendiere marsigliese nei propri progetti, giornalistici e non. Anche quella che diceva che fosse stato anche Pio Sterbini, già vaticanista de Il Giornale d’Italia (cofondato nel 1901 proprio dal sunnominato Salandra) e, all'epoca, segretario al Ministero della Guerra, a far comparire il nome di Naldi nella lista delle persone coinvolte nell'affare della carne di Bolo.
Ma la presenza di Sterbini nell'affare in qualità di presunto mediatore, il suo legame con Salandra e il fatto che quest'ultimo fosse interessato a limitare le mire espansionistiche del temibile concorrente Naldi, sono elementi che, negli anni, hanno contribuito ad invalidare sensibilmente quanto scritto sui presunti rapporti tra Bolo e Naldi, e ad avvalorare, invece, la tesi secondo cui quest’ultimo sarebbe stato, al contrario, uno dei principali fautori del crollo delle ambizioni del faccendiere.
E la morte di Giulio della Chiesa, fratello del Pontefice Benedetto XV, a sua volta in ottimi rapporti con Naldi sin dai tempi in cui era Arcivescovo di Bologna, potrebbe essere stata la chiave del suddetto crollo, in quanto è noto che, dal momento della scomparsa del marchese, furono soprattutto l'Italia e la Santa Sede a fare in modo che Bolo subisse una repentina perdita di credibilità a livello affaristico, in Europa e, più in generale, nel mondo.

#### Gli affariHispano-SuizaeDarracq
L'ipotesi del ruolo primario avuto dalla Chiesa cattolica nell'annientamento delle ambizioni di Bolo è concreta perché in numerose note investigative relative a Naldi si fa spesso menzione del ruolo indiretto avuto da alcuni alti prelati della Chiesa nella stipula degli accordi che portarono alla nascita di alcuni importanti affari italo-ispano-francesi a cui venne accostato anche il nome di Bolo: l'affare Hispano-Suiza, relativo allo sfruttamento, da parte dell'Aviazione italiana, della concessione di un brevetto per la costruzione di motori di marca Hispano-Suiza, e l'affare Darracq, per la realizzazione di proiettili per il Regio Esercito attraverso la Officina Darracq proiettili di Milano.
Sempre in tali note investigative, il nome dell'italiano Naldi venne accostato, nell'ambito dell'affare Hispano-Suiza, anche a quello del senatore francese Charles Humbert, quando insieme effettuarono alcuni viaggi in Spagna, alloggiando negli hotel di lusso di Georges Marquet, imprenditore belga, coinvolto anch'egli, come loro, in tale affare. E proprio Humbert, in qualità di direttore del quotidiano francese Le Journal, fu testimone anch'egli, a partire dal 1916, del crollo di Bolo quando questi, nel corso di tale anno, divenne comproprietario del quotidiano utilizzando fondi illeciti, perché di origine tedesca.

### Il "pasticciaccio" deLe Journal
Il contratto con cui Bolo divenne comproprietario del quotidiano nazionalista Le Journal venne da lui firmato il giorno 30 gennaio 1916. Ma i sospetti relativi all'utilizzo di fondi illeciti da parte di Bolo iniziarono a trapelare da subito, quando emerse che anche Pierre Lenoir e Guillaume Desouches, le persone da cui il faccendiere aveva rilevato le quote del quotidiano parigino erano, o erano stati, in contatto clandestino coi tedeschi.
Nel febbraio 1916 partì per gli Stati Uniti d'America, per avviare le pratiche per il trasferimento di 4 milioni di franchi necessari per l'acquisto della sua quota di quotidiano, ma, al suo arrivo a New York, prima di effettuare qualsiasi operazione bancaria, desiderò incontrare il magnate dell'editoria William Randolph Hearst. Costui gli fu presentato da Charles Bertelli, corrispondente francese dei giornali dell’editore germanofilo, e gli incontri tra di loro furono più di uno. 
Nei giorni successivi incontrò il direttore della filiale newyorkese della Gustav Amsinck & co., tale Adolph Pavenstedt, al quale disse di essere disposto ad utilizzare i suoi appoggi politici per influenzare l'opinione pubblica francese affinché Francia e Germania raggiungessero una pace separata. Subito dopo Pavenstedt chiese ed ottenne da Bolo il permesso di parlare di tale progetto all'Ambasciatore tedesco a Washington, Johann Heinrich von Bernstorff. 
Alcuni giorni dopo l'incontro, il 26 febbraio 1916, l'ambasciatore cablografò a Berlino (senza tuttavia fare il nome del faccendiere), che qualcuno aveva chiesto un prestito a New York, e in tale occasione fece menzione anche dell'intenzione di compiere un'azione per provocare la pace. Il Ministro degli Esteri tedesco von Jagow acconsentì subito al prestito e diede, inoltre, il permesso alla Deutsche Bank di mettere 9 milioni a disposizione del suo rappresentante a New York. 
Milioni che però non finirono direttamente alla Gustav Amsinck & co., dove tra l'altro, con ogni probabilità, Bolo non aveva neppure un conto, bensì alla National Park Bank e alla Guaranty Trust Company, le quali girarono la somma alla Gustav Amsinck & co. solo in un secondo momento. Dopo averla ricevuta, però, la Amsinck non la trattenne, visto che la mise subito a disposizione di Bolo Pascià attraverso la filiale newyorkese della Royal Bank of Canada.
Attraverso tale banca, il marsigliese ne inviò una parte alla filiale parigina della J.P. Morgan & Co., sul conto del senatore Humbert e, dopo avere fatto altri versamenti minori, inviò il resto a suo nome alla parigina Banque Périer et cie. Dopo circa due mesi, però, all'interno di un telegramma a von Bernstorff, von Jagow si lamentò del fatto che Bolo era scomparso, senza lasciare traccia, coi milioni ottenuti dalla Deutsche Bank. Il suo nome comparve così, per la prima volta, in una comunicazione tra due alte cariche tedesche.
L'improvvisa perdita dell'anonimato da parte sua rese pubblici, in buona sostanza, sia il progetto di pace segreto, sia anche il suo ruolo di agente segreto al soldo della Germania.

### Il processo e la condanna a morte
Paul-Marie Bolo venne arrestato a Parigi il 29 settembre 1917, con l'accusa di “aver cospirato per acquistare giornali francesi con fondi tedeschi, al fine di promuovere il sentimento pacifista in Francia”. La fuga di notizie che portò all'arresto si era verificata quando i tedeschi, accorgendosi che il faccendiere aveva chiesto una cifra doppia rispetto a quella necessaria per acquistare una parte de Le Journal, avevano chiesto la decrittazione dei telegrammi inviati tra Berlino e Washington e vi avevano trovato il suo nome.
Al processo a suo carico, Bolo si difese affermando che tale somma era stata ottenuta attraverso una serie di investimenti della Gustav Amsinck & co. di New York, effettuati tramite la Banque Behrens di Anversa ed andati a buon fine, ma nessuno fu in grado di reperire alcun documento relativo a tali investimenti. Bolo tentò così di giustificarsi di nuovo, parlando di operazioni effettuate al di fuori della contabilità ordinaria al fine di evitare inchieste federali, ma senza alcun successo.
L'ultimo tentativo, quello estremo, per sfuggire alla morsa della giustizia, prima del processo che, nell'aprile 1918, lo portò alla condanna a morte, Bolo lo aveva compiuto nel marzo del 1917, all'inizio dell'inchiesta su di lui, chiedendo all'artista Panon, suo vecchio socio, nonché marito di una delle sue amanti, di recarsi a New York alla Gustav Amsinck & co. per farsi consegnare un estratto conto dei movimenti e farsi inviare un messaggio che testimoniasse l'avvenimento dei movimenti stessi.
Ma Adolph Pavensted si rifiutò di esaudire le richieste, e così, dopo l'ultima udienza del processo a suo carico, avvenuta il 14 febbraio 1918, per Bolo si aprirono le porte del carcere di Fresnes, in attesa dell'esecuzione capitale. Esecuzione che, dopo il respingimento della domanda di grazia, fu portata a termine, a sorpresa, il 17 aprile dello stesso anno mediante fucilazione, presso il Castello di Vincennes. Per la precisione in un settore chiamato La Caponnière, una piccola altura che veniva utilizzata per gli esercizi di tiro.